# Ліново (Ольштинський повіт)
Ліново (пол. Linowo, нім. Leinau) — село в Польщі, у гміні Пурда Ольштинського повіту Вармінсько-Мазурського воєводства.
Населення — 73 особи (2011).

## Демографія
Демографічна структура станом на 31 березня 2011 року:
|          | Загалом | Допрацездатний вік | Працездатний вік | Постпрацездатний вік |
| -------- | ------- | ------------------ | ---------------- | -------------------- |
| Чоловіки | 31      | 7                  | 23               | 1                    |
| Жінки    | 42      | 19                 | 21               | 2                    |
| Разом    | 73      | 26                 | 44               | 3                    |